# Трубичинское сельское поселение
Трубичинское сельское поселение — муниципальное образование в Новгородском муниципальном районе Новгородской области.
Административный центр — деревня Трубичино.

## Географическое положение
Сельское поселение расположено в непосредственной близости от областного центра — города Великий Новгород. Административной границей между Северный микрорайоном города и Трубичинским сельским поселением служит небольшая река Стипенка. Трубичинское сельское поселение граничит на юге и западе с городским округом «Великий Новгород», на западе с Ермолинским сельским поселением, на северо-западе с Тёсово-Нетыльским сельским поселением на севере с Чудовским муниципальным районом. На востоке за рекой Волхов — Савинское сельское поселение. По территории поселения протекает река Питьба.
Вдоль всей западной части сельского поселения проходит железная дорога Чудово — ст. Новгород на Волхове — оставшийся участок введённый в эксплуатацию 18 мая 1871 года железной дороги Чудово — Новгород — Шимск — Старая Русса (бо́льшая часть дороги не восстановлена после Великой Отечественной войны). Юго-западная часть территории за железной дорогой также входит в городской округ «Великий Новгород» — это территория крупнейшего предприятия области — компании «Акрон». После включения посёлков Кречевицы и Волховский в черту города Великий Новгород в 2004 году, деревня Стрелка оказалась расположенной между двумя новыми микрорайонами города, причём узкая полоса территории между южной границей деревни и берегом реки Волхов, территориально относится к городскому округу «Великий Новгород».

## История
Муниципальное образование создано 1 января 2006 года в соответствии с областным законами от 7 июня 2004 года № 284-ОЗ и от 17 января 2005 года № 400-ОЗ «Об установлении границ муниципальных образований, входящих в состав территории Новгородского муниципального района, наделении их статусом городских и сельских поселений и определении административных центров».
C 1 апреля 2014 года Законом Новгородской области № 533-ОЗ были преобразованы: Трубичинское сельское поселение, Подберезское сельское поселение (с прежним административный центром в деревне Подберезье), Чечулинское сельское поселение (с прежним административным центром в деревне Чечулино) во вновь образованное муниципальное образование Трубичинское сельское поселение с определением административного центра в деревне Трубичино.

## Население
| 2010    | 2012  | 2013  | 2014  | 2015    | 2016    | 2017    |
| ------- | ----- | ----- | ----- | ------- | ------- | ------- |
| 3244    | ↗3593 | ↗3868 | ↗3996 | ↗10 097 | ↗10 272 | ↗10 440 |
| 2021    |       |       |       |         |         |         |
| ↗10 498 |       |       |       |         |         |         |

## Состав сельского поселения
| №  | Населённый пункт | Тип населённого пункта          | Население |
| -- | ---------------- | ------------------------------- | --------- |
| 1  | Вешки            | деревня                         | 7         |
| 2  | Витка            | деревня                         | 159       |
| 3  | Захарьино        | деревня                         | 558       |
| 4  | Котовицы         | деревня                         | 57        |
| 5  | Мясной Бор       | деревня                         | 155       |
| 6  | Некохово         | деревня                         | 56        |
| 7  | Плотишно         | деревня                         | 4         |
| 8  | Подберезье       | посёлок при станции             | 20        |
| 9  | Подберезье       | деревня                         | 3012      |
| 10 | Стрелка          | деревня                         | 76        |
| 11 | Теремец          | деревня                         | 46        |
| 12 | Трубичино        | деревня, административный центр | ↗3589     |
| 13 | Тютицы           | деревня                         | 69        |
| 14 | Чечулино         | деревня                         | 2178      |
| 15 | Ямно             | деревня                         | 3         |

## Экономика
ООО «Трубичино», главной частью которого являются два тепличных овощных комплекса по 6 га каждый и его филиал СП «Пригородное» (молочное животноводство). ООО «Трубичино» является крупнейшим тепличным хозяйством Новгородской области.
ООО «Трубичино» — преемник совхоза «Трубичино», организованного в 1967 году. Первый тепличный овощной комплекс введён в эксплуатацию в 1979 году, второй, через десять в 1989 году. В 1995 году совхоз реорганизован в ЗАО «Трубичино», а затем в ООО «Трубичино». С 2003 года была проведена реконструкция тепличного хозяйства, после этого здесь ежегодно выращивают свыше 4 тыс. тонн овощей в год: огурцов, томатов, перцев, баклажан и зеленных культур, предприятие входит в число крупнейших пяти аналогичного профиля по России.
В Чечулино предприятие, входящее в группу компаний «Адепт» — животноводческий комплекс ООО «Новгородский бекон», до 2000 года Новгородский свинокомбинат.
В Подберезье
- Новгородская Нефтебаза Новгороднефтепродукт ОАО «Сургутнефтегаз»
- Птицефабрика  «Гвардеец», производство яиц
- Крупнейший в области элеватор (в том числе зернохранение, мельница, комбикормовое производство, выпечка хлебобулочных изделий и т. п.)
- Завод по производству древесно-стружечных плит ООО «ИКЕА Индастри Новгород» (дочернее предприятие производственной группы компаний IKEA (Швеция)
- Асфальтовый завод Австрийского концерна Strabag (производство асфальтобетонных смесей)

В Витке хлебопекарня «Витка-Хлеб» (ИП Хорькова)

## Образование
Школа в Трубичино существует с 1901 года. С 1928 года — семилетняя школа, с 1961 по 1993 год — средняя, затем неполная средняя школа, а с 1997 основная общеобразовательная школа.
В Чечулино с 1975 года есть общеобразовательная школа и детский сад.
В Подберезье «Школа-интернат для детей-сирот и детей, оставшихся без попечения родителей, № 5»

## Культура
Муниципальное учреждение культуры — «Трубичинский Социально Культурный Комплекс»
Чечулинский районный Центр фольклора и досуга

## Достопримечательности
В соответствии с Указом Президента РФ от 20.02.95 № 176 «Об утверждении перечня объектов исторического и культурного наследия федерального (общероссийского) значения», к таким объектам отнесён трёхпролётный мост XVIII века через реку Виточка, между Трубичино и Виткой. На правом берегу небольшой реки Пестровы между деревнями Трубичино и Витка расположена церковь Покрова Пресвятой Богородицы.

## Транспорт
Деревни Трубичино и Витка расположены с юга на север вдоль автомобильной дороги из Великого Новгорода в Санкт-Петербург, являющейся продолжением самой большой улицы города — Большой Санкт-Петербургской, деревни разделяет небольшая река Пестрова. По территории деревни Трубичино проходят городские автобусные маршруты в удалённые микрорайоны города: Волховский и Кречевицы, также, в том числе и по территории деревни Витка, проходят пригородные автобусные маршруты следующие в Чечулино, Подберезье и далее. С деревней Стрелка прямое автобусное сообщение отсутствует, в деревню проложена автомобильная дорога длиной 1,6 км с твёрдым покрытием от автодороги Трубичино — Кречевицы.
На территории муниципального образования имеется остановочный пункт на железной дороге Чудово — ст. Новгород-на-Волхове. А близ деревни Стрелка планируется завершить реконструкция международного аэропорта Кречевицы. В Мясном Бору соединяется с М10 участок дороги М11. Км 334 - км 543 в Вышневолоцком и Бологовском районах Тверской области,Окуловском, Маловишерском и Новгородском районах Новгородской области.Участок идет в обход населенных пунктов Бологое, Угловка и Окуловка. Движение открыто 06 июня 2018 г.